# Distretto di Soletta
Il distretto di Soletta (in tedesco Bezirk Solothurn, in francese district de Soleure, in romancio district da Soloturn) è un distretto del Canton Soletta, in Svizzera. Confina con i distretti di Lebern a ovest, nord e nord-est e di Wasseramt a sud-est e a sud. Il capoluogo è Soletta.
Amministrativamente comprende il solo comune di Soletta.